# 階伯
階伯（韓語：계백；—660年7月9日）是7世紀早期到中期朝鲜半岛百濟的一位將領，出生年份和地點不詳。跆拳道二十四式中的一個套路「階伯」（Gaebaek）以其命名。

## 最後一戰
660年唐朝144,000名士兵支援新羅軍隊50,000人進攻百濟，階伯指揮5,000人之部隊在黃山伐（位於今忠清南道論山市）抵禦。據傳階伯在戰前殺死妻兒，以免他們被俘受辱。
最初他的部隊贏得四場戰鬥，使新羅軍傷亡慘重。其後新羅將領金庾信攻打百濟首都泗沘城（今扶餘郡），階伯被迫前來阻擊，因寡不敵眾、力竭被圍而戰死，百濟部隊也全軍覆沒，史稱黃山伐戰鬥。

## 後續效應
階伯戰死後不久，唐羅聯軍即攻克泗沘城，結束百濟678年統治。後來由於儒家思想影響，朝鮮歷代史家和學者認可階伯是忠君愛國的典範，雖然生平不詳但至今仍眾所周知。
今韓國忠清南道論山市的浮山書院和忠谷書院都供奉著階伯。
為紀念他，崔泓熙將軍將跆拳道的二十四式套路中的一個套路命名為「階伯」。

## 大眾文化中的形象

### 電影
- 2003年電影《黄山伐》中，由朴重勳飾演

### 電視劇
- 1992年KBS大河連續劇《三国记》中，由劉東根飾演
- 2006－2007年SBS電視劇《淵蓋蘇文》中，由鄭興采飾演
- 2009年MBC電視劇《善德女王》中，由崔元英飾演
- 2011年MBC電視劇《階伯》中，由李玹雨飾演少年階伯，李瑞鎮飾演成年階伯
- 2012－2013年KBS1電視劇《大王之夢》中，由崔宰誠飾演

## 外部連結
- 黃山之戰（論山市政府網站） （页面存档备份，存于）